# Trigonometrie sferică

Triunghi sferic

Trigonometria sferică este o ramură a geometriei sferice care tratează despre poligoane pe sferă (în special triunghiuri) și relațiile dintre laturile și unghiurile lor. Acestea sunt de mare importanță în calculele din astronomie și suprafața Pământului, precum și în navigația orbitală și spațială.

## Istoric
Triunghiurile sferice au fost studiate din antichitate de matematicienii greci precum Menelaus din Alexandria, care a scris o carte despre triunghiurile sferice numită Sphaerica dezvoltând teorema lui Menelaus.  E.S. Kennedy a precizat că, în principiu, în antichitate a fost posibil calculul mărimilor din figurile sferice, prin folosirea tabelelor corzilor și aplicarea teoremei lui Menelaus, dar în practică aplicarea teoremei la problemele sferice era foarte dificilă. 
Un progres mai însemnat s-a produs în lumea Islamică. În scopul respectării zilelor sfinte din calendarul islamic în care socotirea timpului era determinată de fazele Lunii, astronomii au folosit inițial metoda lui Menelaus pentru a calcula locul în care se află Luna și stelele, dar metoda era dificilă și greoaie. Aceasta implica asamblarea a două triunghiuri dreptunghice care se intersectau, iar prin aplicarea teoremei lui Menelaus era posibilă soluționarea unei laturi din cele șase, dar cu condiția ca celelalte cinci laturi să fie cunoscute. De exemplu, pentru a afla timpul în funcție de înălțimea Soarelui, se cerea repetarea de mai multe ori a teoremei lui Menelaus. Deci, pentru astronomii Islamici medievali a fost o adevărată provocare de a găsi o metodă simplă de rezolvare a triunghiurilor sferice.
La începutul secolului al 9-lea, Muhammad ibn Mūsā al-Khwārizmī a fost un pionier în trigonometria sferică, scriind un tratat pe această temă. 
În secolul al 10-lea, Abū al-Wafā' al-Būzjānī a stabilit formula de adunarea a unghiurilor, adică sin(a + b), precum și formula sinusului pentru trigonometrie sferică: 
{\displaystyle {\frac {\sin \alpha }{\sin a}}={\frac {\sin \beta }{\sin b}}={\frac {\sin \gamma }{\sin c}}.}
În care a, b și c sunt unghiurile de la centrul sferei care subîntind cele trei laturi ale triunghiului, iar α, β, and γ sunt unghiurile dintre laturi, unghiul α fiind opusul laturii subîntinse de unghiul a, β fiind opusul laturii subîntinse de unghiul b, iar γ fiind opusul laturii subîntinse de unghiul c.
Al-Jayyani (989-1079), un matematician arab din Peninsula Iberică, a scris ceea ce unii consideră a fi primul tratat de trigonometrie sferică intitulat Cartea arcelor necunoscute ale unei sfere, circa 1060, în care trigonometria sferică a fost publicată într-o formă modernă. Cartea lui Al-Jayyani mai conține formule ale triunghiurilor dreptunghice, teorema sinusului și soluția unui triunghi sferic prin intermediul triunghiului polar. Mai târziu, acest tratat a avut o puternică influență asupra matematicii europene, iar definiția raportului ca număr și metoda sa de rezolvare a triunghiurilor sferice având toate laturile necunoscute probabil că l-au influențat și pe Regiomontanus.
În secolul al 13-lea, matematicianul iranian Nasīr al-Dīn al-Tūsī a fost primul care a tratat trigonometria ca o disciplină matematică independentă de astronomie, iar mai apoi a dezvoltat trigonometria sferică, aducând-o la forma ei actuală. El a arătat că există șase cazuri distincte ale triunghiurilor dreptunghice în trigonometria sferică. De asemenea, în capitolul On the Sector Figure, a enunțat teorema sinusului pentru triunghiuri plane și sferice, descoperind și teorema tangentei pentru triunghiurile sferice.

## Linii și unghiuri pe o sferă
Pe suprafața unei sfere, cel mai apropiat analog al dreptelor sunt cercurile mari, adică cercurile ale căror centre coincid cu centrul sferei. De exemplu, considerând Pământul o sferă (în realitate este un geoid), meridianele și ecuatorul sunt cercuri mari pe suprafața lui, în timp ce liniile neecuatoriale ale latitudinilor sunt cercuri mici. Ca și segmentul de dreaptă din plan un arc al unui cerc mare (subîntinde un unghi mai mic de 180°) pe sferă este drumul cel mai scurt care leagă două puncte de pe sferă. Cercurile mari sunt cazuri speciale ale conceptului unei geodezice.
O arie de pe sferă limitată de arcele unor cercuri mari se numește un poligon sferic.  De notat că, spre deosebire de cazul poligonului plan, fusul sferic, format din două laturi, este posibil (precum o felie tăiată dintr-o portocală). Laturile unor astfel de poligoane nu sunt specificate prin lungimile lor, ci prin unghiul de la centrul sferei care subîntinde latura dintre cele două puncte extreme. De notat că unghiul arcului, măsurat în radiani, multiplicat cu raza sferei este egal cu lungimea arcului. 
Prin urmare, un triunghi sferic este definit în mod normal prin unghiurile și laturile sale, dar laturile lui sunt date nu prin lungimile arcelor, ci prin unghiurile sale de la centrul sferei.
Suma unghiurilor unui triunghi sferic este întotdeauna mai mare decât suma unghiurilor unui triunghi plan care are exact 180°. Mărimea E prin care suma unghiurilor depășește 180° se numește excedent sferic:
{\displaystyle E=\alpha +\beta +\gamma -\pi ,\ }
în care α, β și γ sunt unghiurile triunghiului sferic. Teorema lui Girard, numită astfel după matematicianul francez Albert Girard (descoperită mai devreme de matematicianul englez Thomas Harriot, dar nepublicată), demonstrează că acest surplus determină aria suprafeței oricărui triunghi sferic:
{\displaystyle A=R^{2}\cdot E,}
în care R este raza sferei. Din acestă formulă și din formula ariei unei sfere rezultă că suma unghiurilor unui triunghi sferic este:
{\displaystyle 180^{\circ }\times \left(1+4\times {\frac {Area\;triunghiului}{Aria\;sferei}}\right)}.
Un rezultat analog se obține pentru un triunghi hiperbolic, în care excedentul sferic este înlocuit cu deficitul hiperbolic, amândouă fiind cazuri speciale ale teoremei Gauss–Bonnet.
Rezultă de aici că nu există triunghiuri similare netriviale (triunghiuri cu unghiuri egale dar cu lungimi diferite ale laturilor și arie diferită) pe o sferă. În cazul special în care sfera are raza 1, aria este egală cu excedentul sferic: {{{1}}}. Se poate folosi chiar formula lui Girard pentru a se obține teorema Gauss–Bonnet discretă.
Pentru a rezolva problemele geometrice pe o sferă, împărțim figura în triunghiuri sferice drepte, adică unul din unghiurile triunghiului are 90°, deoarece putem folosi pentagonul lui Napier.

Cercul lui Napier arată relațiile dintre părțile unui triunghi sferic dreptunghic

Pentagonul lui Napier (de asemenea cunoscut ca cercul lui Napier) este un mnemonic care ajută la găsirea tuturor relațiilor dintre unghiurile unui triunghi sferic dreptunghic.
Se scriu cele șase unghiuri ale triunghiului sferic (trei unghiuri și trei arce) sub forma unui cerc, în ordinea apariției lor în triunghi (unghi, latura, unghi și tot așa până se închide cercul). Apoi încrucișăm unghiul de 90° și înlocuim arcul neadiacent cu complementul său, adică, înlocuim să spunem pe B prin 90° − B. Cele cinci numere pe care le avem acum formează pentagonul lui Napier. Pentru orice alegere a trei unghiuri, unul fiind unghiul din mijloc, celelalte două unghiuri vor fi adiacente sau opuse altor două unghiuri. Atunci Regula lui Napier arată că sinusul unghiului din mijloc este egal cu:
- produsul tangentelor unghiurilor adiacente
- produsul cosinusurilor unghiurilor opuse

De exemplu, începând cu unghiul {\displaystyle {\overline {B}}}, putem obține formula:
{\displaystyle \sin({\overline {B}})=\tan(a)\tan({\overline {c}})=\cos(b)\cos({\overline {A}}).}
Folosind identitățile pentru unghiurile complementare, avem:
{\displaystyle \cos(B)=\tan(a)\cot(c)=\cos(b)\sin(A).\!}
Vezi și formula Haversin care dă lungimile laturilor și unghiurile unui triunghi sferic într-o formă numeric stabilă pentru navigație.

## Identități

Triunghi sferic rezolvat cu ajutorul teoremei cosinusului.

Triunghiurile sferice satisfac teorema cosinusului
{\displaystyle \cos c=\cos a\cos b+\sin a\sin b\cos C.\!}
Această identitate poate fi obținută considerând triunghiurile formate din liniile tangente ale triunghiului sferic care subîntind unghiul A, triunghiuri în care se folosește teorema cosinusului pentru triunghiuri plane. Mai mult, acestă identitate se reduce la teorema din plan pentru triunghiuri de arie mică.
De asemenea triunghiurile sferice satisfac o teoremă analoagă teoremei sinusului din geometria plană:
{\displaystyle {\frac {\sin a}{\sin A}}={\frac {\sin b}{\sin B}}={\frac {\sin c}{\sin C}}.}
O listă detaliată a identităților este disponibilă aici
În final, aceste triunghiuri satisfac și formula laturilor pe jumătate.